# Z 건담
Ζ 건담(제타 건담)은 텔레비전 애니메이션 기동전사 Ζ 건담, 기동전사 건담 ΖΖ, 극장 애니메이션 기동전사 Ζ 건담 A New Translation 등에 등장하는 가공의 병기이다. Ζ계획에 근거하여 개발된 에우고의 건담형 가변 모빌슈트이다.